# قیطریه
قَیطَریه محله‌ای قدیمی و مرفه‌نشین در شمال شهر تهران و منطقه شمیران است که در منطقه ۱ شهرداری تهران و در شهرستان شمیرانات قرار دارد. وجود بزرگترین و زیباترین پارک تفریحی منطقه به نام پارک قیطریه از خصوصیات منحصر به فرد زیست‌محیطی این محل می‌باشد.
این محله با مساحتی معادل ۱٬۵۲۷۱۱۶ کیلومتر مربع در منطقه ۱ شهر تهران واقع شده‌است. محدوده فعلی این محله از شمال به خیابان قیطریه، بلوار صبا و شمال پارک قیطریه، از جنوب تا محدوده جهانتاب، از شرق به بلوار قیطریه و شرق پارک قیطریه و از غرب به خیابان شریعتی منتهی می‌گردد.
ایستگاه متروی قیطریه در‌خط‌‌ یک متروی تهران راه دسترسی به این محله است.
به علت قرار گرفتن قیطریه در شمال شهر تهران بسیار از امکانات رفاهی از قبیل مراکز تجاری اداری، فضاهای سبز سینما، مراکز تفریحی و غیره جهت بهبود وضعیت زندگی مردمان این منطقه در این محدوده قرار گرفته‌است
ساختمان ریبون تهران، بعنوان مرتفع ترین ساختمان این بلوار شناخته می شود. این ساختمان هوشمند توسط معمار مشهور بریتانیانی تام رایت طراحی شده است.

## پیشینه
دلیل شکل‌گیری این محله را نیز مانند بیشتر محلات شمیرانات می‌توان کشاورزی و باغداری دانست. افراد مؤثر در شکل‌گیری آن کارگرانی بودند که برای دیگران کشاورزی و باغداری می‌کردند. انقلاب ۱۳۵۷ را نیز می‌توان یکی از بزرگترین تحولاتی به‌شمار آورد که باعث رشد جمعیت این محله شده‌است. از جمله اقوامی که باعث شکل‌گیری این محله در دوره معاصر شده‌اند، اهالی  بروجرد واقع در استان لرستان هستند که به این محل آمده‌اند و تشکیل خانواده دادند.
از ساختمان‌های عمومی که در این محل وجود داشته می‌توان به یک باب حمام واقع در کنار مسجد جعفری اشاره نمود و خیابان قیطریه را می‌توان به عنوان خیابان اصلی این محله معرفی نمود. باغ بزرگی نیز که در این محل واقع شده‌است ابتدا متعلق به نظام‌الدوله و آصف‌الدوله بوده‌است که میرزا علی‌اصغر اتابک ملقب به امین‌السلطان، نخست‌وزیر ناصرالدین شاه برای آنکه رفت‌وآمدش به کاخ صاحبقرانیه که ناصرالدین شاه در آن اقامت می‌کرد تسهیل گردد، آن را ازایشان خریداری نموده و در آنجا برای خود خانه‌ای ساخت که امروز بازسازی و به فرهنگسرا تبدیل شده‌است.
گفته شده‌است که قیطریه در قدیم شکارگاه بوده و در بهار و تابستان شکارهای کوچک و بزرگ و پرندگان فراوان در آن یافت می‌شده‌است.
باغ قیطریه که اکنون تنها قسمتی از آن به صورت پارک قیطریه باقی مانده، درختانی کهنسال و جوی‌های آب و قنات مخصوص به خود داشته و به صورت جنگلی طبیعی بوده‌است.

## تمدن قیطریه، دومین کشف بزرگ تهران
سیف‌الله کامبخش‌فرد، باستان‌شناسی بود که در سال ۱۳۴۸ (خورشیدی) به کاوش در این منطقه پرداخت و جامعه تهران شناسان و باستان‌شناسی را متحیر کرد؛ چراکه از تپه قیطریه با حفاری در حدود ۸۰۰۰ متر مربع به ۳۵۰ گور باستانی، تدفین‌های یک‌نفره و دو نفره و مقادیر فراوانی اشیاء فرهنگی به دست آمد. گورستان قیطریه یکی از سندهای بسیار مهم از روش تدفین در دوره عصر آهن است. به گفته باستان شناسان، بیشتر تدفین‌ها به شیوه جنینی یا خوابیده به پهلو با دست و پاهای جمع شده صورت گرفته‌است. این کشف قدمت این منطقه را به ۳ هزار سال پیش بر می گرداند.
گورستان تاریخی قیطریه پس از منطقه باستانی ری دومین کشف بزرگ باستان‌شناسی در تهران به‌شمار می‌رود.
بر اساس این یافته‌ها نزدیک به ۵۰۰۰ شی سالم برنزی و سفالی به دست آمد که مشخصه بارز آن سفال نوع خاکستری بود. وجود اشیاء در کنار اجساد مردگان قیطریه نشان می‌دهد که ساکنان تهران در ۱۲۰۰ سال پیش از میلاد به زندگی پس از مرگ اعتقاد داشته‌اند.

## کتاب و مقالات
- کامبخش فرد، کتابی را در مورد یافته‌های ارتفاعات قیطریه تحت عنوان «تهران سه هزار و دویست ساله» توسط نشر «فضا» در سال ۱۳۷۰ منتشر کرده‌است.[۱۶]

- مقاله قیطریه مرکز تمدن سه هزار ساله، باستان‌شناسی و هنر ایران در دانشنامه ایرانیکا.[۱۹][۲۰]

## مستند تپه‌های قیطریه
کاوش‌های علمی قیطریه نظر کارگردان برجسته پرویز کیمیاوی را جلب نمود و او فیلم تپه‌های قیطریه را در سال ۱۹۶۹ برای تلویزیون ملی سابق تهیه نمود.

## نگارخانه

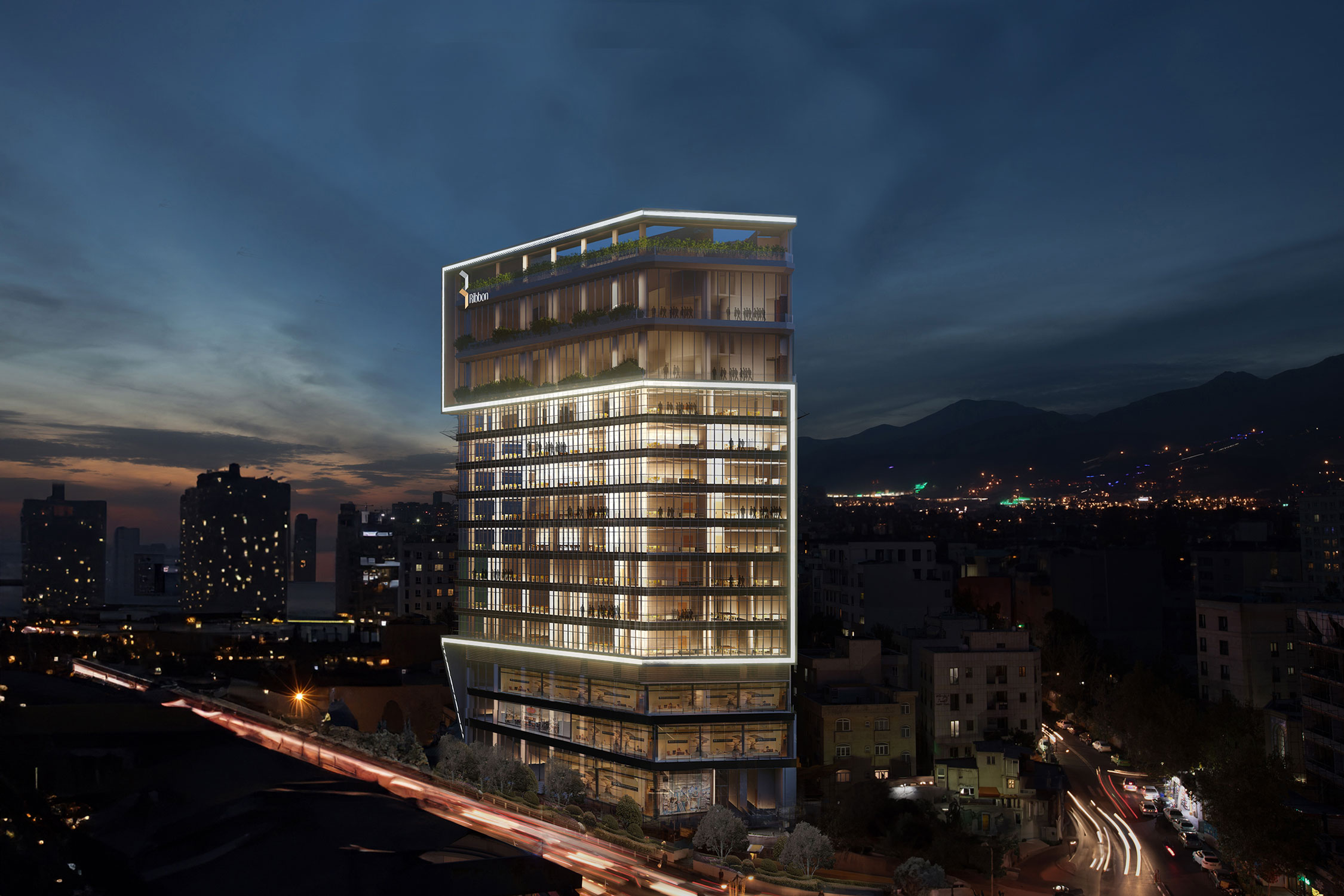
ساختمان ریبون تهران در تقاطع قیطریه و اندرزگو
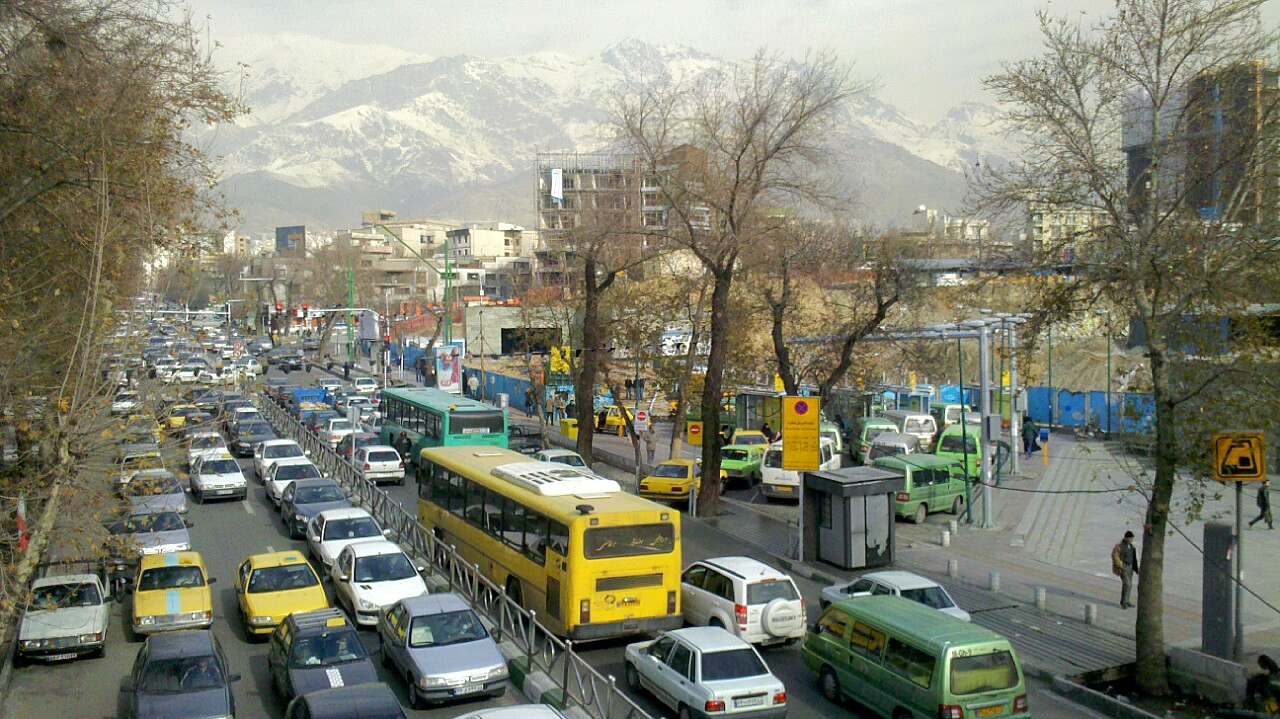
خیابان شریعتی پایین‌تر از تقاطع قیطریه
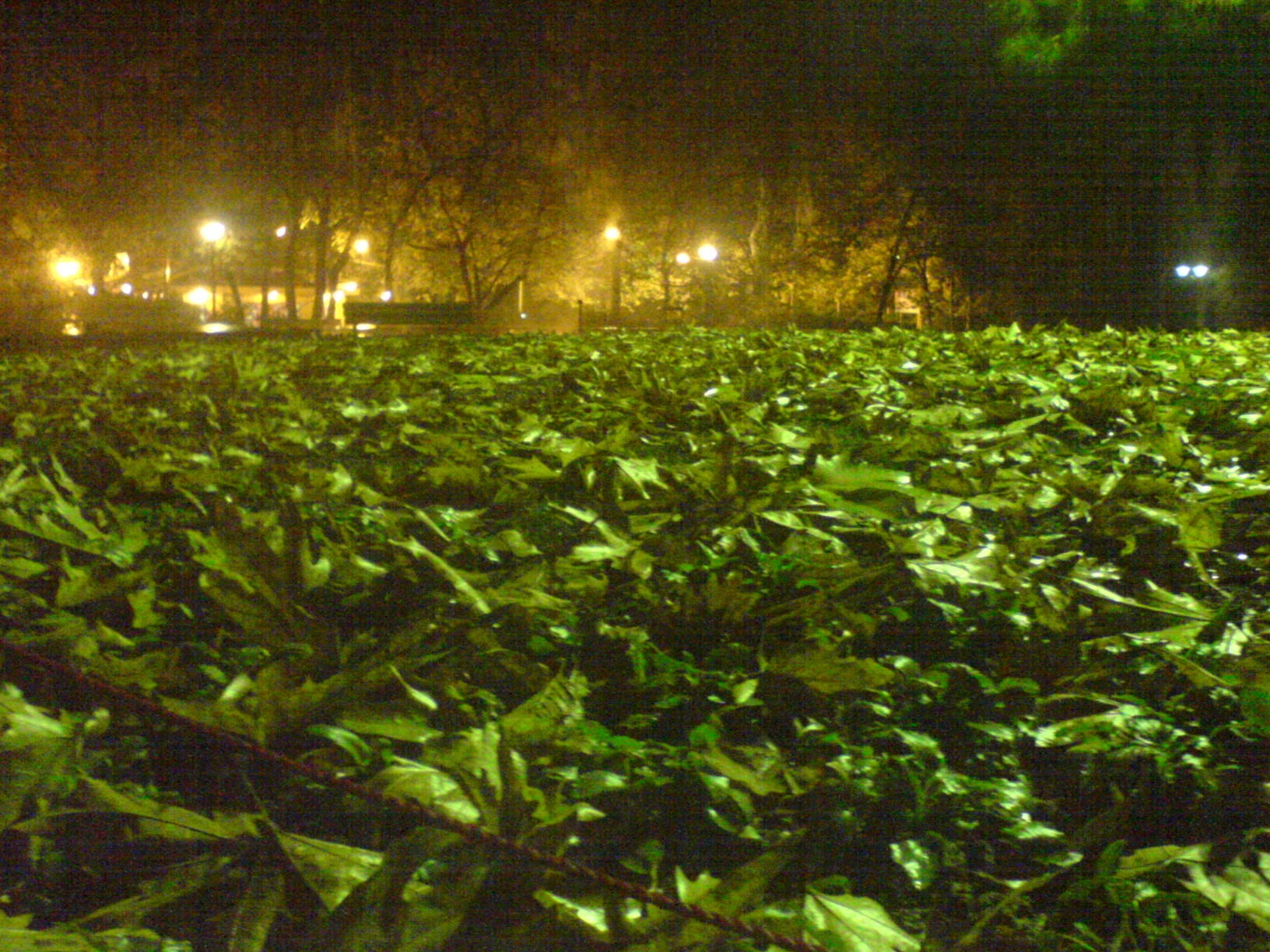
پاییز در قیطریه